# Władysławów (Sochaczew)
Władysławów [vwadɨˈswavuf] est un village polonais de la gmina de Sochaczew dans le powiat de Sochaczew et dans la voïvodie de Mazovie.
Il est situé approximativement à 4 kilomètres à l'ouest de Sochaczew et à 56 kilomètres à l'ouest de Varsovie.
Le village a une population d'environ 121 habitants (2006).